# Eric Cisneros Burgos
Eric Cisneros Burgos nació el 25 de septiembre de 1965 en Otatitlán, Veracruz, lugar conocido como El Santuario del Cristo Negro. Es un político de izquierda afiliado a morena, ha sido funcionario estatal y municipal en diversas áreas, fue Tesorero de Mulegue, Baja California Sur, y Secretario de Gobierno del Estado de Veracruz de diciembre de 2018 a septiembre de 2023.

## Reseña biográfica
Originario de Otatitlán, Veracruz, en la cuenca del Río Papaloapan, realizó sus estudios nivel básico en esa su tierra natal.
Es Ingeniero Agrónomo egresado de  Universidad Autónoma de Baja California Sur (UABCS). Tiene una Maestría en Administración con especialidad en finanzas por Universidad Internacional de La Paz.
Además cuenta con estudios en Mercadotecnia y Estrategias Electorales por la Universidad Iberoamericana de la Ciudad de México, y en Administración por la Calidad Total del San Diego State University College of Extended.
Dentro su vida profesional se desarrolló como académico y docente en asignaturas de Genética, Física y Química de Suelos, en la Universidad Autónoma de Baja California Sur. También fue Instructor de béisbol en la misma Universidad.
En el sector público ha sido Perito Topógrafo del Juzgado de Distrito de Baja California Sur. Fue Director de Recursos Humanos del Gobierno del Estado de Baja California Sur, Oficial Mayor y Director de Catastro del Ayuntamiento de La Paz.  
Durante el gobierno de Leonel Cota Montaño se desempeñó como asesor del Gobierno del Estado de Baja California Sur.  
Asimismo se ha desempeñado como Tesorero del Ayuntamiento de Mulegé, Baja California Sur. Asesor del Grupo Parlamentario de Morena en la Cámara de Diputados del Congreso de la Unión. Secretario de Gobierno de Estado de Veracruz.